# Jagoda Buić
Jagoda Buić (* 14. März 1930 in Split; † 17. Oktober 2022 in Venedig) war eine kroatische Textilkünstlerin, Kostüm- und Bühnenbildnerin sowie Zeichnerin.

## Leben und Werk
Jagoda Buić besuchte während ihrer Schulzeit von 1941 bis 1948 Zeichenkurse an der Kunstgewerbeschule in Split. 1949 hielt sie sich an der Kunstakademie in Zagreb auf und studierte ab 1950 Kunstgeschichte an der Universität Zagreb.
1952 war Jagoda Buić als Mitarbeiterin im Bereich Set- und Kostümdesign am Centro Sperimentale di Cinematografia an der Cinecittà in Rom tätig. Zudem studierte sie Kostümgeschichte am Centro Studi di Storia del Tessuto e del Costume in Venedig. 1953/1954 studierte sie an der Akademie der bildenden Künste Wien und schloss das Studium in Innenarchitektur, Szenografie, Textilien und Kostümdesign ab. 
Wieder in Kroatien, arbeitete Jagoda Buić an über 120 Projekten als Kostüm- und Bühnenbildnerin für verschiedene Opern-, Ballett-, Theater- und Filmproduktionen im In- und Ausland mit. 1962 erhielt sie ihren ersten Auftrag für eine Tapisserie und wendete sich der Textilkunst zu. 1965 beeindruckte Jagoda Buić auf der Biennale für Textilkunst in Lausanne zeitgenössische Kunstkritiker mit ihrer ersten Textilinstallation, die vom Stedelijk Museum erworben wurde.
Jagoda Buićs Werke waren Teil wegweisender Textilausstellungen – so 1969 im MoMA in New York bei der Ausstellung «Wall Hangings», wo sie zur Etablierung der Fiber Art maßgeblich beitrug. Neben Textilkunst, Szenografie und Kostümdesign umfasst ihr Werk auch großformatige Collagen und Papierarbeiten. Für ihre Verdienste um die Kunst wurde Jagoda Buić mit zahlreichen Auszeichnungen geehrt.